# ألكسندر دي بيرنيه
ألكسندر دي بيرنيه، أيضًا يُدعي ألكسندر دي باريس (بسبب أنه كان يعيش في باريس)، كان كاتبًا نورمانديًا في القرن الثاني عشر، وُلد في برناي في نورمانديا. 
أصبح ألكسندر مشهورًا ب إيلينا والدة سان مارتين، بريسون ومع رومانسية أتيس و بورفيلياس التي حسب قوله ترجمها من اللاتينية. وواصل مع توماس دي كينت، لي رومان دي أليكسندري، العمل الذي بدأه لامبرت لي تورت الذي ترجمه(بل قلّده) عن كينتو كورثيو روفو، عن حياة ألكسندر الأكبر المنسوبة إلى كاليستينسي وعن أليخاندريادا لـفيليبي جاوتيير دي تشاتييون والذي كان يُعتقد في السابق أنه استخدم لأول مرة الشعر الفرنسي ذي المقاطع المزدوجة، ومنذ ذلك اللحظة سُمي بألكسندر.

## الأعمال
- رومانسية ألكسندر .
- تاريخ إلينا، أم القديس مارتين.[2]